# Tod auf Zypern
Tod auf Zypern ist der zweite James-Bond-Roman von Raymond Benson und der siebzehnte, der nicht von Ian Fleming geschrieben wurde. Nach Flemings Tod 1964 wurden andere Autoren von der Ian Fleming Publications Limited beauftragt, die James-Bond-Romanreihe fortzuführen. Der Roman kam 1998 in den englischsprachigen Buchhandel und wurde am 1. Januar 2000 in deutscher Erstveröffentlichung im Heyne Verlag veröffentlicht. Kirkus Reviews schrieb zur englischen Ausgabe, es sei „ein postmodernes Vergnügen für Fans und Neulinge.“ Der Roman sei durchaus konventionell, denn die Formel sei so gut etabliert, „dass Originalität ein Sakrileg wäre.“

## Handlung
Der Roman beginnt mit mehreren Todesfällen durch mysteriöse Krankheiten. Bond befindet sich zunächst auf Zypern, wo eine Reihe britischer Soldaten unter mysteriösen Umständen ermordet aufgefunden wurde. Bond kommt der Gruppe, die hinter den Morden steckt, zu nahe und wird angegriffen, aber von einer feurigen griechischen Agentin, Niki Mirakos, gerettet. Sie und Bond schlafen zusammen. Bond kehrt nach Großbritannien zurück. 
Nach einer Dinnerparty des Sir Miles Messervy, dem ehemaligen M, wird der jetzige M ermordet. Bond erfährt, dass alle Morde miteinander in Verbindung stehen – in der Nähe der Leichen befanden sich Statuen griechischer Gottheiten und Hinweise auf die laufende Zählung der Opfer. Bond wird nach Griechenland geschickt und arbeitet mit Niki zusammen. Beide misstrauen einem international bekannten mathematischen Kult namens Decada. Leiter der Gruppe ist der griechische Mathematiker Konstantine Romanos. 
Bond geht in ein etwa zwei Stunden von Athen entferntes Casino und schlägt Romanos in einer Partie Baccarat. Dadurch zieht er die Aufmerksamkeit einer attraktiven Frau namens Hera Volopoulos auf sich; sie ist ebenfalls Mitglied der Decada. Nachdem sie und Bond miteinander geschlafen haben, setzt sie Bond unter Drogen und bringt ihn zu Konstantine. 
Konstantine befiehlt Hera, Bond zu töten, doch diesem gelingt die Flucht. Bond erkennt, dass Konstantine einen großen Krieg zwischen Griechenland und der Türkei plant, und findet sein Versteck gerade rechtzeitig. Dabei wird er Zeuge, wie Hera Konstantine ermordet. Sie verlässt Bond, um eine Atomrakete zu stoppen, die von Griechenland aus auf die Türkei abgefeuert werden soll. Heras Plan ist es, von einem virusverursachten Chaos zu profitieren. Bond tötet sie mit Hilfe des griechischen Militärs und stoppt die Rakete.

## Benson als Schriftsteller
Der Schriftsteller Raymond Benson ist Direktor des Ian Fleming Foundation und Verfasser des James Bond Bedside Companion, einer Art Fan-Bibel zum Thema Bond.
Er veröffentlichte bis 2002 insgesamt sechs James-Bond-Romane. Die ersten zwei Romane: Countdown und Tod auf Zypern wurden vom Heyne Verlag in Deutschland publiziert. Die Romane: High Time to Kill, Doubleshot, Never Dream of Dying und The Man with the Red Tattoo blieben in Deutschland bisher unveröffentlicht. 
1997 veröffentlichte Benson den Roman: Der Morgen stirbt nie zum gleichnamigen James-Bond-Film mit Pierce Brosnan als Bond. 1999 und 2002 folgten die Romane Die Welt ist nicht genug und Stirb an einem anderen Tag.